# World U-17 Hockey Challenge 2013
Die World U-17 Hockey Challenge 2013 war die 20. Austragung der World U-17 Hockey Challenge, einem Eishockeyturnier für Nachwuchs-Nationalmannschaften der Altersklasse U17. Vom 29. Dezember 2012 bis zum 4. Januar 2013 fand der Wettbewerb in Drummondville und Victoriaville in der kanadischen Provinz Québec statt. Die Goldmedaille ging zum ersten Mal an die schwedische Auswahl, die sich im Finale gegen Russland durchsetzte. Die Vereinigten Staaten errangen die Bronzemedaille, sodass zum ersten Mal in der Geschichte des Turniers keine kanadische Mannschaft die Medaillenränge erreichte.

## Modus
Die zehn Teilnehmer wurden in zwei Gruppen mit je fünf Mannschaften eingeteilt. In der Gruppenphase spielte jedes Team einmal gegen alle anderen Gruppenteilnehmer und absolvierte somit vier Spiele. Die jeweiligen Gruppenersten und -zweiten qualifizierten sich für das Halbfinale, das ebenso wie das Finale als K.-o.-Spiel ausgetragen wurde.

## Gruppenphase

### Gruppe A
| 29. Dezember 2012 13:30 Uhr (Ortszeit) | Schweden Henrik Törnqvist (11:17) Gustaf Franzén (25:09) Gustaf Franzén (34:50) Anton Karlsson (36:28) | 4:0 (1:0, 3:0, 0:0) Spielbericht | Canada West | Centre Marcel Dionne, Drummondville, Québec |

| 29. Dezember 2012 19:30 Uhr | Canada Pacific Conner Bleackley (10:04) Conner Bleackley (17:12) Reid Duke (22:14) Brayden Point (27:26) Ryan Gropp (29:24) Jake Virtanen (34:51) Tanner MacMaster (40:39) Joe Hicketts (60:59) | 8:7 n. V. (2:2, 4:2, 1:3, 1:0) Spielbericht | Russland Jegor Orlow (6:20) Ilja Sinowjew (9:44) Nikita Jaskow (24:04) Maxim Lasarew (38:15) Radel Faslejew (44:36) Iwan Nikolischin (51:00) Eduard Nassybullin (57:57) | Centre Marcel Dionne, Drummondville, Québec |

| 30. Dezember 2012 13:30 Uhr | Finnland Mikko Rantanen (1:10) Teemu Lämsä (19:33) Mikko Rantanen (42:28) | 3:7 (2:3, 0:1, 1:3) Spielbericht | Schweden Pierre Engvall (7:23) Oskar Lindblom (7:58) Jakob Forsbacka Karlsson (14:27) Adrian Kempe (32:17) William Nylander (45:05) Adrian Kempe (57:34) Adrian Kempe (59:22) | Centre Marcel Dionne, Drummondville, Québec |

| 30. Dezember 2012 19:30 Uhr | Russland Maxim Lasarew (14:21) Daniil Wowtschenko (23:18) Andrei Kusmenko (31:27) Jewgeni Swetschnikow (39:01) Ilja Sinowjew (44:41) Ilja Sinowjew (59:08) | 6:2 (1:0, 3:2, 2:0) Spielbericht | Canada West Rourke Chartier (20:50) Rhett Gardner (32:55) | Centre Marcel Dionne, Drummondville, Québec |

| 31. Dezember 2012 13:30 Uhr | Canada Pacific Brycen Martin (36:33) Ryan Gagnon (37:35) Jake Virtanen (57:33) | 3:6 (0:1, 2:2, 1:3) Spielbericht | Schweden Henrik Törnqvist (13:19) Anton Karlsson (28:17) Gustaf Franzén (39:10) Anton Karlsson (54:46) Oskar Lindblom (55:16) Oskar Lindblom (58:00) | Centre Marcel Dionne, Drummondville, Québec |

| 31. Dezember 2012 19:30 Uhr | Canada West Adam Brooks (18:10) Kolten Olynek (21:17) Vukie Mpofu (25:57) | 4:6 (1:0, 1:3, 2:3) Spielbericht | Finnland Sami Niku (0:16) Eetu Sopanen (9:19) Teemu Lämsä (19:55) Miro Mäkinen (29:04) Kasperi Kapanen (32:35) Waltteri Hopponen (59:07) | Centre Marcel Dionne, Drummondville, Québec |

| 1. Januar 2013 13:30 Uhr | Schweden August Gunnarsson (2:11) Adrian Kempe (12:06) Anton Karlsson (13:06) Oskar Lindblom (27:55) Gustaf Franzén (28:52) Oskar Lindblom (57:29) William Nylander (58:16) | 7:4 (3:0, 2:3, 2:1) Spielbericht | Russland Iwan Nikolischin (20:47) Maxim Lasarew (25:44) Eduard Nassybullin (38:59) Jewgeni Swetschnikow (45:05) | Colisée Desjardins, Victoriaville, Québec |

| 1. Januar 2013 19:30 Uhr | Finnland Aleksi Saarela (8:55) Teemu Lämsä (45:57) Joel Kiviranta (50:20) Kasperi Kapanen (52:10) Penalty-Shootout: Aleksi Saarela Kasperi Kapanen | 4:5 n. P. (1:3, 0:1, 3:0, 0:0, 0:1) Spielbericht | Canada Pacific Ryan Graham (9:29) Jake Virtanen (9:49) Jake Virtanen (11:51) Reid Duke (22:40) Penalty-Shootout: Conner Bleackley Brayden Point Jake Virtanen | Colisée Desjardins, Victoriaville, Québec |

| 2. Januar 2013 13:30 Uhr | Russland Jewgeni Swetschnikow (19:45) Maxim Lasarew (21:51) Jewgeni Swetschnikow (30:37) Nikita Jaskow (30:58) Kirill Pilipenko (38:49) | 5:4 (1:1, 4:1, 0:2) Spielbericht | Finnland Atte Mäkinen (9:58) Joel Kiviranta (37:29) Aleksi Saarela (50:26) Kasperi Kapanen (50:55) | Colisée Desjardins, Victoriaville, Québec |

| 2. Januar 2013 19:30 Uhr | Canada West Kolten Olynek (0:55) Miles Warkentine (36:00) Reid Gardiner (56:59) | 3:4 n. V. (1:1, 1:1, 1:1, 0:1) Spielbericht | Canada Pacific Josh Thrower (17:14) Brayden Point (29:48) Tanner MacMaster (44:06) Brandon Hickey (60:45) | Colisée Desjardins, Victoriaville, Québec |

| Pl. |                | Sp | S | OTS | OTN | N | Tore  | Punkte |
| 1.  | Schweden       | 4  | 4 | 0   | 0   | 0 | 24:10 | 12     |
| 2.  | Russland       | 4  | 2 | 0   | 1   | 1 | 22:21 | 7      |
| 3.  | Canada Pacific | 4  | 0 | 3   | 0   | 1 | 20:20 | 6      |
| 4.  | Finnland       | 4  | 1 | 0   | 1   | 2 | 17:21 | 4      |
| 5.  | Canada West    | 4  | 0 | 0   | 1   | 3 | 09:20 | 1      |

Abkürzungen: Pl. = Platz, Sp = Spiele, S = Siege, OTS = Siege nach Verlängerung oder Penaltyschießen, OTN = Niederlagen nach Verlängerung oder Penaltyschießen, N = Niederlagen

Erläuterungen: Qualifikant für das Halbfinale

### Gruppe B
| 29. Dezember 2012 13:30 Uhr (Ortszeit) | Canada Ontario Aaron Ekblad (10:55) Josh Ho-Sang (21:57) Daniel De Sousa (24:44) Connor McDavid (31:25) Sam Bennett (49:36) Penalty-Shootout: Connor McDavid Josh Ho-Sang Sam Bennett | 5:6 n. P. (1:0, 3:2, 1:3, 0:0, 0:1) Spielbericht | Vereinigte Staaten Ryan Hitchcock (20:33) Jack Eichel (37:38) Keegan Iverson (42:59) Jack Eichel (49:14) Sonny Milano (51:39) Penalty-Shootout: Sonny Milano Dominic Turgeon | Colisée Desjardins, Victoriaville, Québec |

| 29. Dezember 2012 19:30 Uhr | Canada Atlantic Clark Bishop (30:32) Clark Bishop (44:12) | 2:5 (0:1, 1:3, 1:1) Spielbericht | Canada Québec Julien Nantel (13:23) Nicolas Aubé-Kubel (21:44) Anthony Richard (32:42) Nicolas Aubé-Kubel (37:39) Nicolas Hébert (56:09) | Colisée Desjardins, Victoriaville, Québec |

| 30. Dezember 2012 13:30 Uhr | Vereinigte Staaten Sonny Milano (7:47) Jared Fiegl (8:11) Nathan Billitier (13:57) Dylan Larkin (32:05) Austin Poganski (43:59) Ryan Collins (53:47) | 6:3 (3:2, 1:0, 2:1) Spielbericht | Canada Atlantic Duncan MacIntyre (6:0) Matthew Highmore (18:11) Clark Bishop (50:05) | Colisée Desjardins, Victoriaville, Québec |

| 30. Dezember 2012 19:30 Uhr | Canada Ontario Dante Salituro (8:45) Sam Bennett (10:04) Connor McDavid (21:06) Connor McDavid (24:36) Spencer Watson (28:48) Josh Ho-Sang (31:13) Connor McDavid (31:47) Jaden Lindo (32:07) Sam Bennett (40:45) Brett Hargrave (45:21) Robby Fabbri (49:51) Robby Fabbri (56:18) | 12:0 (2:0, 6:0, 4:0) Spielbericht | Slowakei | Aréna Léo-Paul-Boutin, Plessisville, Québec |

| 31. Dezember 2012 13:30 Uhr | Slowakei Maroš Surový (41:56) | 1:4 (0:0, 0:1, 1:3) Spielbericht | Canada Atlantic Josh Pugsley (22:21) Kameron Kielly (41:45) Kameron Kielly (45:32) Liam Hynes (52:02) | Colisée Desjardins, Victoriaville, Québec |

| 31. Dezember 2012 19:30 Uhr | Vereinigte Staaten Jack Eichel (2:15) Ryan MacInnis (31:55) Austin Poganski (34:37) Ryan Bliss (51:45) Chris Wilkie (53:22) | 5:1 (1:0, 2:1, 2:0) Spielbericht | Canada Québec Nicolas Aubé-Kubel (35:40) | Colisée Desjardins, Victoriaville, Québec |

| 1. Januar 2013 13:30 Uhr | Canada Atlantic Lucas Batt (29:21) | 1:11 (0:2, 1:4, 0:5) Spielbericht | Canada Ontario Dante Salituro (2:06) Michael Dal Colle (5:40) Jared McCann (29:58) Michael Dal Colle (33:11) Josh Ho-Sang (33:23) Spencer Watson (35:43) Spencer Watson (40:42) Robby Fabbri (42:28) Dante Salituro (49:57) Spencer Watson (51:18) Damian Bourne (53:54) | Centre Marcel Dionne, Drummondville, Québec |

| 1. Januar 2013 19:30 Uhr | Canada Québec Alexis Pépin (8:18) Vincent Deslauriers (13:28) Alexis Pépin (51:14) | 3:2 (2:0, 0:1, 1:1) Spielbericht | Slowakei Matej Paločko (21:55) Adrián Holešinský (50:48) | Centre Marcel Dionne, Drummondville, Québec |

| 2. Januar 2013 13:30 Uhr | Slowakei Adrián Holešinský (5:55) Adam Haščič (29:45) | 2:7 (1:4, 1:0, 0:3) Spielbericht | Vereinigte Staaten Sonny Milano (0:56) Dylan Larkin (9:15) Alex Tuch (10:35) Ryan MacInnis (17:29) Ryan Hitchcock (43:34) Ryan Collins (54:02) Sonny Milano (54:40) | Centre Marcel Dionne, Drummondville, Québec |

| 2. Januar 2013 19:30 Uhr | Canada Québec Carl Neill (22:13) Loik Léveillé (23:49) | 2:1 (0:1, 2:0, 0:0) Spielbericht | Canada Ontario Brett Hargrave (3:48) | Centre Marcel Dionne, Drummondville, Québec |

| Pl. |                    | Sp | S | OTS | OTN | N | Tore  | Punkte |
| 1.  | Vereinigte Staaten | 4  | 3 | 1   | 0   | 0 | 24:11 | 11     |
| 2.  | Canada Québec      | 4  | 3 | 0   | 0   | 1 | 11:10 | 9      |
| 3.  | Canada Ontario     | 4  | 2 | 0   | 1   | 1 | 29:09 | 7      |
| 4.  | Canada Atlantic    | 4  | 1 | 0   | 0   | 3 | 10:23 | 3      |
| 5.  | Slowakei           | 4  | 0 | 0   | 0   | 4 | 05:26 | 0      |

Abkürzungen: Pl. = Platz, Sp = Spiele, S = Siege, OTS = Siege nach Verlängerung oder Penaltyschießen, OTN = Niederlagen nach Verlängerung oder Penaltyschießen, N = Niederlagen

Erläuterungen: Qualifikant für das Halbfinale

## Platzierungsspiele

### Spiel um Platz 9
| 3. Januar 2013 13:30 Uhr (Ortszeit) | Slowakei Adam Haščič (34:19) | 1:4 (0:2, 1:1, 0:1) Spielbericht | Canada West Haydn Fleury (2:28) Josh Uhrich (9:18) Rhett Gardner (37:13) Reid Gardiner (52:38) | Pavillon Jean-Béliveau, Victoriaville, Québec |

### Spiel um Platz 7
| 3. Januar 2013 13:30 Uhr | Canada Atlantic Liam Hynes (24:21) Kameron Kielly (46:42) | 2:8 (0:2, 1:3, 1:3) Spielbericht | Finnland Miro Mäkinen (1:39) Manu Honkanen (15:48) Teemu Lämsä (21:18) Manu Honkanen (23:19) Teemu Lämsä (25:27) Teemu Lämsä (44:50) Julius Nättinen (53:23) Joni Tuulola (55:30) | Centre Marcel Dionne, Drummondville, Québec |

### Spiel um Platz 5
| 3. Januar 2013 13:30 Uhr | Canada Pacific Ryan Graham (2:17) Ryan Gropp (12:49) Brycen Martin (16:27) Tanner MacMaster (23:00) Tanner MacMaster (29:12) Jake Virtanen (39:55) Conner Bleackley (58:29) | 7:6 (3:3, 3:2, 1:1) Spielbericht | Canada Ontario Connor McDavid (1:36) Aaron Ekblad (12:35) Jaden Lindo (13:25) Jacob Middleton (38:12) Connor McDavid (39:35) Spencer Watson (41:51) | Colisée Desjardins, Victoriaville, Québec |

## Finalrunde
|  | Halbfinale | Halbfinale         | Halbfinale |  |  | Finale | Finale   | Finale |
|  |            |                    |            |  |  |        |          |        |
|  |            |                    |            |  |  |        |          |        |
|  | A1         | Schweden           | 6          |  |  |        |          |        |
|  | B2         | Canada Québec      | 4          |  |  |        |          |        |
|  |            |                    |            |  |  | A1     | Schweden | 7      |
|  |            |                    |            |  |  | A2     | Russland | 5      |
|  | B1         | Vereinigte Staaten | 4          |  |  |        |          |        |
|  | A2         | Russland           | 6          |  |  |        |          |        |
|  |            |                    |            |  |  |        |          |        |

### Halbfinale
| 3. Januar 2013 19:30 Uhr (Ortszeit) | Canada Québec Alexis Pépin (11:54) Nicolas Aubé-Kubel (17:04) Olivier LeBlanc (42:11) Daniel Audette (48:43) | 4:6 (2:2, 0:2, 2:2) Spielbericht | Schweden Oskar Lindblom (7:58) Pierre Engvall (18:55) Oskar Lindblom (29:27) Jakob Forsbacka Karlsson (37:19) Oskar Lindblom (48:00) Henrik Törnqvist (58:11) | Centre Marcel Dionne, Drummondville, Québec |

| 3. Januar 2013 19:30 Uhr | Russland Jewgeni Swetschnikow (16:35) Iwan Nikolischin (35:27) Radel Faslejew (40:45) Maxim Lasarew (44:42) Radel Faslejew (45:17) Jewgeni Swetschnikow (59:34) | 6:4 (1:2, 1:1, 4:1) Spielbericht | Vereinigte Staaten Chris Wilkie (2:14) Chris Wilkie (16:22) Austin Poganski (38:56) Jack Glover (47:51) | Colisée Desjardins, Victoriaville, Québec |

### Spiel um Platz 3
| 4. Januar 2013 15:00 Uhr | Canada Québec Nick Marois (16:03) Carl Neill (38:37) Francis Perron (59:26) | 3:4 (1:1, 1:1, 1:2) Spielbericht | Vereinigte Staaten Austin Poganski (19:43) Austin Poganski (35:46) Austin Poganski (49:52) Ryan MacInnis (50:37) | Centre Marcel Dionne, Drummondville, Québec |

### Finale
| 4. Januar 2013 19:30 Uhr | Russland Nikita Jaskow (6:24) Iwan Nikolischin (10:32) Alexander Mikulowitsch (31:20) Jewgeni Swetschnikow (38:03) Eduard Nassybullin (58:05) | 5:7 (2:2, 2:2, 1:3) Spielbericht | Schweden Gustaf Franzén (6:49) Robin Kovács (12:19) Adrian Kempe (28:09) August Gunnarsson (35:20) Anton Karlsson (49:56) Gustaf Franzén (51:41) Anton Karlsson (59:38) | Colisée Desjardins, Victoriaville, Québec |

### Sieger – Schweden
| Sieger der World U-17 Hockey Challenge 2013 Schweden | Torhüter: Jesper Eriksson, Felix Sandström Verteidiger: Sebastian Aho, Andreas Englund, Gustav Forsling, Emil Johansson, William Lagesson, Adam Ollas Mattsson, Marcus Pettersson Angreifer: Pierre Engvall, Jakob Forsbacka Karlsson, Gustaf Franzén, August Gunnarsson, Anton Karlsson, Filip Karlsson, Adrian Kempe, Robin Kovács, Oskar Lindblom, Daniel Muzito Bagenda, William Nylander, Dmytro Timashov, Henrik Törnqvist Trainer: Anders Eriksén |

## Beste Scorer
Abkürzungen: Sp = Spiele, T = Tore, V = Vorlagen, Pkt = Punkte, SM = Strafminuten; Fett: Bestwert
| Spieler          | Team               | Sp | T | V | Pkt | SM |
| ---------------- | ------------------ | -- | - | - | --- | -- |
| Oskar Lindblom   | Schweden           | 6  | 8 | 5 | 13  | 0  |
| Gustaf Franzén   | Schweden           | 6  | 6 | 4 | 10  | 2  |
| Maxim Lasarew    | Russland           | 6  | 5 | 5 | 10  | 8  |
| Sonny Milano     | Vereinigte Staaten | 6  | 4 | 6 | 10  | 6  |
| William Nylander | Schweden           | 6  | 2 | 8 | 10  | 2  |
| Anton Karlsson   | Schweden           | 6  | 6 | 3 | 9   | 22 |
| Connor McDavid   | Canada Ontario     | 5  | 6 | 3 | 9   | 2  |
| Chris Wilkie     | Vereinigte Staaten | 6  | 3 | 6 | 9   | 2  |
| Kasperi Kapanen  | Finnland           | 5  | 3 | 6 | 9   | 4  |
| Brycen Martin    | Canada Pacific     | 5  | 2 | 7 | 9   | 2  |

## Beste Torhüter
Die kombinierte Tabelle zeigt die jeweils drei besten Torhüter in den Kategorien Gegentorschnitt und Fangquote sowie die jeweils Führenden in den Kategorien Shutouts und Siege.
Abkürzungen: Sp = Spiele, Min = Eiszeit (in Minuten), S = Siege, N = Niederlagen, GT = Gegentore, SO = Shutouts, Sv% = gehaltene Schüsse (in %), GTS = Gegentorschnitt; Fett: Bestwert
Es werden nur Torhüter erfasst, die mindestens 60 Minuten absolviert haben. Sortiert nach bestem Gegentorschnitt.
| Spieler         | Team               | Sp | Min | S | N | GT | SO | Sv%  | GTS  |
| --------------- | ------------------ | -- | --- | - | - | -- | -- | ---- | ---- |
| Mikael Saari    | Finnland           | 2  | 62  | 1 | 0 | 2  | 0  | 92,0 | 1,93 |
| Edwin Minney    | Vereinigte Staaten | 3  | 140 | 2 | 0 | 5  | 0  | 85,7 | 2,14 |
| Matthew Mancina | Canada Ontario     | 4  | 219 | 2 | 1 | 9  | 1  | 86,6 | 2,46 |
| Jesper Eriksson | Schweden           | 4  | 240 | 4 | 0 | 12 | 1  | 88,6 | 3,00 |
| Alex Bureau     | Canada Québec      | 2  | 118 | 1 | 1 | 6  | 0  | 88,9 | 3,04 |
| Julio Billia    | Canada Québec      | 4  | 240 | 2 | 2 | 14 | 0  | 90,5 | 3,50 |

## Abschlussplatzierungen
| Pl. | Team               |
| --- | ------------------ |
| 1   | Schweden           |
| 2   | Russland           |
| 3   | Vereinigte Staaten |
| 4   | Canada Québec      |
| 5   | Canada Pacific     |
| 6   | Canada Ontario     |
| 7   | Finnland           |
| 8   | Canada Atlantic    |
| 9   | Canada West        |
| 10  | Slowakei           |

## All-Star Team
| Tournament All-Star Team |                                                     |
| Angriff:                 | Oskar Lindblom – Ont. Connor McDavid – Sonny Milano |
| Verteidigung:            | Nikita Ljamkin – Adam Ollas Mattsson                |
| Tor:                     | Ont. Julio Billia                                   |